# Verkiezingsfraude
Verkiezingsfraude of stembusfraude is het opzettelijk vervalsen van het verkiezingsproces of de verkiezingsuitslag.
Bekende methodes zijn omkoping, intimidatie of een foutieve uitslag geven. Wanneer verkiezingen met 99,9% van de stemmen gewonnen zijn is dat over het algemeen een indicatie dat er verkiezingsfraude heeft plaatsgevonden. Veel dictatoriale regimes proberen op deze manier hun macht te legitimeren.
De prominentste leider die van verkiezingsfraude werd beschuldigd, is George W. Bush. Voornamelijk bij zijn eerste verkiezing (in 2000) waren er ongeregeldheden, en sommigen beweren dat hij ten onrechte tot president verkozen is.
Andere leiders die beschuldigd werden van verkiezingsfraude zijn Emomalii Rachmon van Tadzjikistan, İlham Əliyev van Azerbeidzjan, Gnassingbe Eyadéma van Togo, Mahmoud Ahmadinejad bij de Iraanse presidentsverkiezingen van 2009, Aleksandr Loekasjenko van Wit-Rusland en vele anderen.
Mogelijkheden voor fraude:
1. Meerdere vooraf ingevulde formulieren in de stembus doen.
2. Mensen bespieden en hun keuze achteraf belonen of straffen, opdat zij de volgende keer zich niet meer vrij voelen. Dit bespieden kan met een cameraatje en ook door te observeren van welk kandidatenblad gebruikgemaakt wordt.
3. Het verplichten van het maken van een selfie van het ingevulde stembiljet als bewijs van het stemgedrag.

In Vlaanderen zijn de afgelopen decennia geen gevallen van (grootschalige) verkiezingsfraude bekend. In Nederland was er in 2008 een veroordeling in hoger beroep van een kandidaat gemeenteraadslid wegens verkiezingsfraude met een stemcomputer in de gemeente Landerd bij de gemeenteraadsverkiezingen in 2006.